# Stylogaster
Stylogaster is een geslacht van insecten uit de familie van de blaaskopvliegen (Conopidae), die tot de orde tweevleugeligen (Diptera) behoort.

## Soorten
- S. biannulata (Say, 1823)
- S. neglecta Williston, 1883